# هوراشیو رایت
هوراشیو رایت (انگلیسی: Horatio Wright; ۶ مارس ۱۸۲۰ – ۲ ژوئیهٔ ۱۸۹۹) فرد نظامی اهل ایالات متحده آمریکا بود.